# Antonín Fránek
Antonín Fránek (12. června 1900 Rájec nad Svitavou – 1. října 1982 Letovice) byl český a československý politik, člen Československé strany lidové, za kterou byl po roce 1945 poslancem Prozatímního a Ústavodárného Národního shromáždění, po roce 1948 člen třetího odboje pronásledovaný komunistickým režimem.

## Biografie
Pocházel z chudé rodiny košíkáře a kostelníka Kašpara Fránka. V letech 1915–1918 se vyučil v blanenských strojírnách zámečníkem, za první světové války sloužil v rakousko-uherské armádě na italské frontě. Po návratu do civilního života pracoval v elektrárně Hugo Salm Reifferscheidta rodném Rájci, už roku 1920 byl opět povolán do vojenské služby, nyní do československé armády. Sloužil u dělostřelectva v Užhorodu. Během vojenské služby se zapojil do činnosti katolického tělovýchovného spolku Orel. Po návratu z vojny nastoupil do zbrojovky v Brně. Zde se začal angažovat v katolických odborech. V podniku pracoval až do konce 40. let 20. století. Od roku 1922 byl členem Československé strany lidové. Brzy se stal předsedou okresního výboru strany v Boskovicích a od konce 20. let až do roku 1938 byl členem obecní rady v Rájci. Získával funkce i v katolických odborech (Všeodborové sdružení křesťanského katolického dělnictva), jehož byl později jednatelem. Stal se také starostou orelské župy Krekovy. V parlamentních volbách v roce 1935 neúspěšně kandidoval do Národního shromáždění.
Během protektorátu působil v sjednocené odborové centrále a snažil se pomáhat rodinám pronásledovaných dělníků. Po válce se opět začal aktivně politicky angažovat. Byl místopředsedou krajské organizace ČSL v brněnském volebním kraji. Zasedal také od května 1945 v Revolučním národním výboru v Brně jako jeden z jeho místopředsedů. Zastával i post místopředsedy Místního národního výboru v rodném Rájci. Ve funkci musel zvládat epidemii tyfu. Znovu se angažoval i v katolických odborech, respektive se snažil reprezentovat odkaz katolických odborů v sjednoceném odborovém hnutí. Opakovaně se politicky střetával s představiteli KSČ.
V letech 1945–1946 byl poslancem Prozatímního Národního shromáždění za lidovce. Mandát obhájil v parlamentních volbách v roce 1946 a stal se poslancem Ústavodárného Národního shromáždění, kde zasedal do parlamentních voleb v roce 1948.
Po únorovém převratu v roce 1948 byl vyloučen z ČSL (nyní již ovládané prokomunistickou skupinou), ze zaměstnání a všech spolků. Byl rovněž vyloučen z účasti ve volbách v roce 1948. V červnu 1948 nastoupil jako strojní zámečník v autodílně svého dlouholetého známého Květoslava Dostála v Brně na Ponávce. Zapojil se do skupiny nazvané Modrý štít okolo Dostála, která pomáhala organizovat útěky do zahraničí a podporovala československý exil. Scházel se s dalšími bývalými politiky ČSL a udržoval kontakt s lidoveckým exilem (například Bohumír Bunža). Připravovali obnovu strany po očekávaném pádu komunistického režimu. Státní bezpečnost už na podzim 1948 začala tuto skupinu rozkrývat a počátkem ledna 1949 provedla velkou razii. Fránek unikl jen díky pobytu v nemocnici. Byl i tak souzen a v lednu 1950 mu soud v Brně udělil trest 25 let za vyzvědačství a velezradu. Propuštěn byl až při amnestii v roce 1960.
Během pražského jara v roce 1968 podal opět přihlášku do ČSL. Byl zvolen předsedou okresní organizace v Blansku a začal výrazné změny. V důsledku invaze vojsk Varšavské smlouvy do Československa a odklonu od reforem byl ze strany ale vyloučen počátkem 70. let. Po zbytek života se již politicky neangažoval.